# Koning Willem II Stadion
O Willem II Stadion é um estádio de futebol localizado em Goirleseweg 34, Tilburgo, na parte sul dos Países Baixos, o estádio foi inaugurado o 31 de maio de 1995. O estádio é sede da equipa da cidade de Tilburgo o Willem II que jogo na Eredivisie.